# Protonemura excavata
Protonemura excavata är en bäcksländeart som beskrevs av Tatemi Shimizu 1998. Protonemura excavata ingår i släktet Protonemura och familjen kryssbäcksländor. Inga underarter finns listade i Catalogue of Life.